# Ecsenius pictus
Ecsenius pictus är en fiskart som beskrevs av Mckinney och Springer, 1976. Ecsenius pictus ingår i släktet Ecsenius och familjen Blenniidae. Inga underarter finns listade i Catalogue of Life.